# Sitón
Sitón (Griego antiguo: Σίθων) en la mitología griega, era un rey de los odomantos en Tracia, y presumiblemente el epónimo de la península de Sitonia y de la tribu de los Sitones.

## Familia
Sitón era hijo de Poseidón y Osa o de Ares y Anquiroe. Estaba casado con la ninfa Mendeis, aunque Anquiroe también aparece como su esposa en lugar de madre, y tuvo al menos dos hijas: Roeteya, epónimo del promontorio de Retio en la Tróade, y Palene. Una fuente afirma que es el padre de la princesa tracia Filis, que amaba a Demofonte de Atenas.

## Mitología
Sitón prometió su reino y la mano de su hija Palene a quien le derrotase en un duelo. Palene era tan hermosa que muchos pretendientes buscaron su mano, pero todos ellos, incluidos Mérope de Antemunte y Perifetes de Migdonia, fueron asesinados por Sitón. A medida que envejeció y sus fuerzas comenzaron a fallarle, hizo que los pretendientes luchasen entre sí hasta que uno de ellos muriera, en lugar enfrentarse con él mismo; el ganador obtendría tanto a Palene como el reino. Cuando llegaron dos nuevos pretendientes, Drías y Clito, Palene se enamoró de Clito. Temiendo por él, lloró tanto que su antiguo tutor se dio cuenta de que le amaba y decidió ayudarla. Como se suponía que los pretendientes luchaban en cuadrigas, sobornó al auriga de Drías para que dejara sin abrochar las anillas de las ruedas del carro. Entonces, cuando Drías atacó, las ruedas se soltaron y cayó al suelo, y Clito lo derrotó y lo mató con facilidad. Sitón se dio cuenta de la estratagema y se indignó tanto que tuvo la intención de matar a su hija junto a la pira funeraria de Drías. Pero la niña fue salvada por Afrodita, quien apareció de noche frente a los habitantes del país; al mismo tiempo, los dioses enviaron una fuerte tormenta repentina, lo que hizo que Sitón cambiara de opinión. Casó a Palene con Clito y tras su muerte heredaron el reino. Tanto el país, como una ciudad en Tracia, recibieron posteriormente el nombre de Palene.
Una historia diferente de Sitón y Palene se encuentra en la obra Dionisíacas de Nono de Panópolis. Según él, Sitón estaba enamorado de su propia hija, y esa era la razón por la que estaba matando a sus pretendientes uno tras otro. Esto ocurrió hasta que un día vino Dioniso y sugirió que pelearía por la mano de Palene con la propia doncella. Sitón estuvo de acuerdo, y Dioniso luchó con Palene de una manera que era más como seducirla. Sitón interrumpió y declaró ganador al dios; Dioniosio luego mató al rey con su tirso, vengando así la muerte de los pretendientes anteriores. Se juntó con Palene, aunque se quedó con ella solo una noche.
Los mitos de Sitón, Palene y los pretendientes son similares a los de Enómao, Hipodamia y Pélope .